# Impuls Sports Club Erebuni Dilidjan
Maillots
L'Impuls Sports Club Erebuni Dilidjan (en arménien : Մարզական Ակումբ „Էրեբունի-Դիլիջան“), plus couramment abrégé en Erebuni Dilidjan, est un ancien club arménien de football fondé en 1952 et disparu en 2013, et basé dans la ville de Dilidjan.

## Histoire
La meilleure place obtenue par le club en première division arménienne est une quatrième place en 1994.
Le club participe à la Coupe Intertoto 1998, en étant éliminé dès le premier tour par le Torpedo Koutaïssi.
En 2012, l'Impuls SC atteint la finale de la Coupe d'Arménie, qu'il perd face au Shirak FC.
En 2013, sur décision des propriétaires, le club est dissous.

## Palmarès
| Compétitions nationales                 |
| --------------------------------------- |
| - Coupe d'Arménie : - Finaliste : 2012. |

## Entraîneurs
- Hrachik Khachmanukian (1982-1991)
- Vladimir Ovakimian (1991-93)
- Stepan Bagdasarian (2009)
- Varuzhan Sukiasian (2010)
- Armen Gyulbudaghian (Janvier 2011 - Mai 2013)

## Ancien logo

Logo du Erebuni Erevan